# Ceratina obtusicauda
Ceratina obtusicauda är en biart som beskrevs av Cockerell 1919. Ceratina obtusicauda ingår i släktet märgbin, och familjen långtungebin. Inga underarter finns listade i Catalogue of Life.